# Asilisaurus
Asilisaurus là một chi khủng long, được Nesbitt Sidor Irmis Angielczyk R. M. H. Smith & Tsuji mô tả khoa học năm 2010.